# Embraer EMB 121 Xingu
Embraer EMB 121 Xingu (výslov. šingú) je dvoumotorový turbovrtulový letoun vyráběný brazilským leteckým výrobcem Embraer. Konstrukce stroje vychází z Embraer EMB 110 Bandeirante, jehož křídlo se zdokonalenými vztlakovými klapkami a motory kombinuje s trupem nové konstrukce. EMB 121 poprvé vzlétl 10. října 1976 (imatrikulace PP-ZXI). První sériový EMB-121 (PP-ZCT) byl zalétán 20. května 1977 a o dva roky později dostal nový typ brazilskou certifikaci. Tento letoun po výstavě na pařížském aerosalonu zakoupil Emerson Fittipaldi. Do konce roku 1978 vzniklo dalších osm sériových Xingu, z nichž šest bylo určeno pro letectvo Brazílie s označením VU-9.
Upravená verze EMB 121A1 Xingu II zalétaná v únoru 1980, s výkonnějšími pohonnými jednotkami PT6A-135, přepravní kapacitou zvýšenou na 8-9 pasažérů a zvětšenými zásobami paliva, byla zavedena 4. září 1981.
Do skončení výroby v srpnu 1987 bylo vyrobeno celkem 106 kusů typu EMB 121, z nichž 51 bylo exportováno mimo Brazílii. V současné době je největším uživatelem Francouzské letectvo, které provozuje 23 exempláře.

## Varianty
EMB 121A Xingu I
Motory Pratt & Whitney Canada PT6A-28.
EMB 121A1 Xingu II
Motory Pratt & Whitney Canada PT6A-135.
EMB 121B Xingu III
Plánovaná prodloužená varianta s motory Pratt & Whitney Canada PT6A-42, k jejíž výrobě nedošlo.
EMB 123 Tapajós
Plánovaná verze s motory Pratt & Whitney Canada PT6A-45.
VU-9
Označení typu užívané Brazilským letectvem.

## Vojenští uživatelé

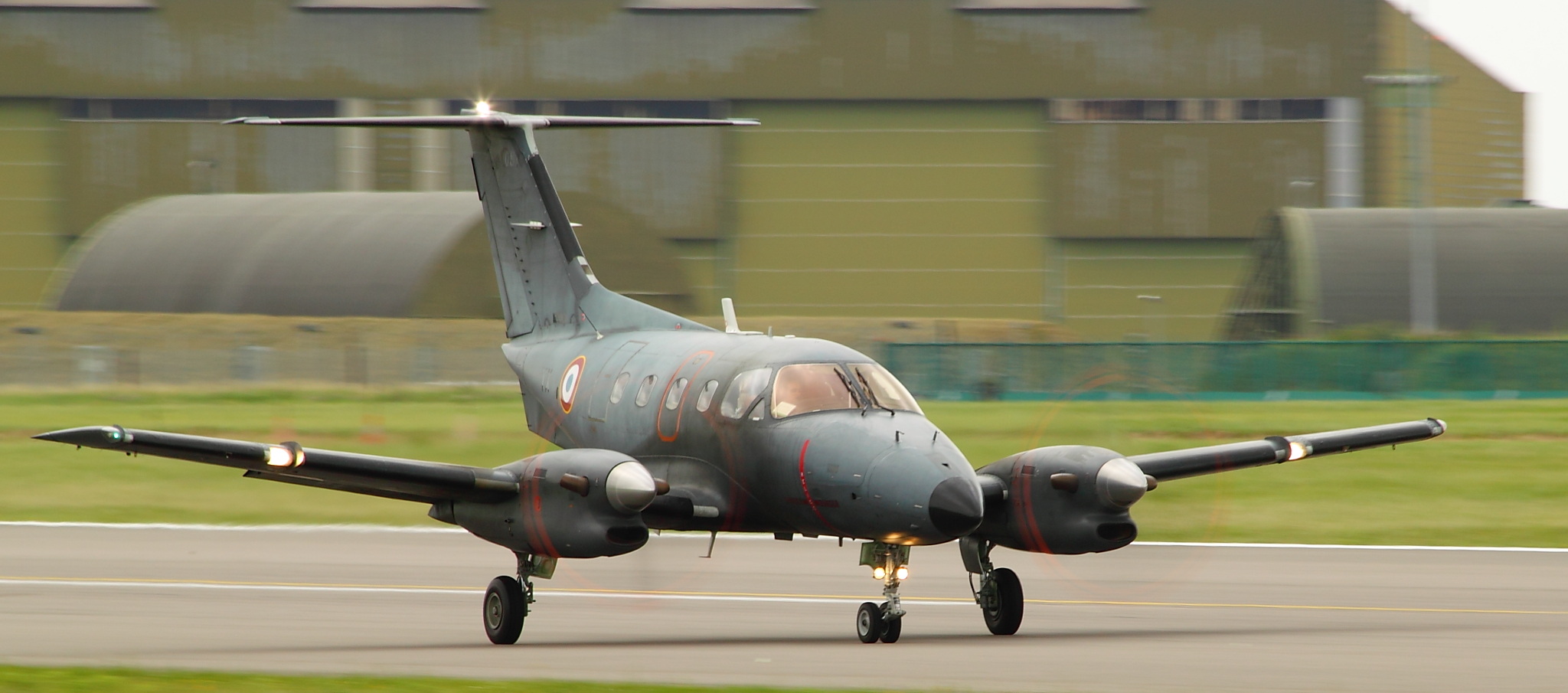
Xingu Francouzského letectva

- Brazílie
  - Brazilské letectvo
- Francie
  - Armée de l'air
  - Aéronavale

## Specifikace

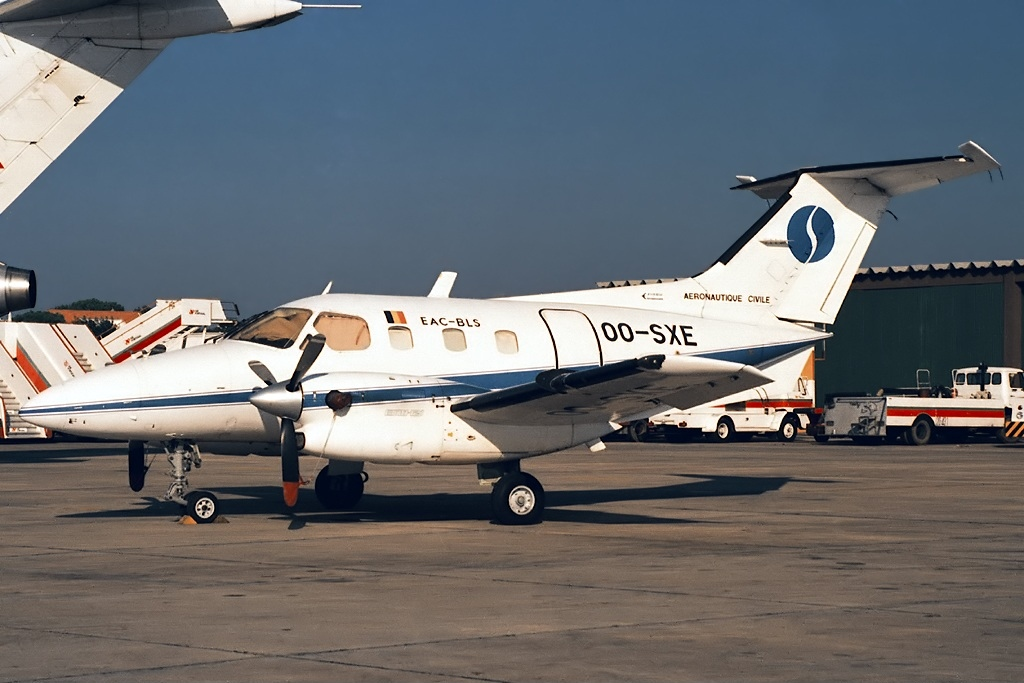
Embraer EMB-121 Xingu (OO-SXE), letecké společnosti Sabena

Údaje platí pro variantu EMB 121A1 Xingu II

### Technické údaje
- Osádka: 1-2
- Kapacita: 9 pasažérů nebo 770 kg nákladu (při jednočlenné osádce)
- Délka: 12,25 m
- Rozpětí křídel: 14,05 m
- Výška: 4,84 m
- Plocha křídel: 27,5 m²
- Štíhlost křídla: 7,18
- Hmotnost prázdného stroje: 3 170 kg
- Vzletová hmotnost: 5 670 kg
- Pohonná jednotka: 2 × turbovrtulový motor Pratt & Whitney Canada PT6A-135
- Výkon pohonné jednotky: 720 hp (559 kW)
- Vrtule: čtyřlisté plynule stavitelné vrtule Hartzell HC-B4TN-3C/T9212B o průměru 2,36 m

### Výkony
- Maximální rychlost: 467 km/h (252 uzlů)
- Cestovní rychlost: 308 km/h (205 uzlů)
- Pádová rychlost: 141 km/h (76 uzlů) (s vysunutými klapkami)
- Dolet: 1 230 km (663 nm)
- Praktický dostup: 8 535 m
- Stoupavost: 9,133 m/s
- Plošné zatížení: 206,2 kg/m²
- Poměr výkon/hmotnost: 0,197 kW/kg

### Avionika
(standardní výbava)
- radiostanice Collins VHF-20 Tx/Rx
- duální navigační odpovídač Collins VIR-30
- odpovídač automatického radiokompasu Collins ADF-60A
- transpondér Collins TDR-90
- ovladače transpondéru Collins CLT-21/31/61/91
- transceiver Collins DME-40
- meteorologický radar Bendix RDR-1150
- 2 × gyrokompas Sperry C-14
- 2 × vertikální gyro Sperry VG-14
- 2 × Sperry RD-550B HSIs
- nouzový směrový vysílač Dorne & Margolin DMELT-8-1
- možnost kustomizace